# Аль-Сайед Хамди
Аль-Сайед Хамди (араб. السيد حمدي‎; 1 марта 1984) — египетский футболист, нападающий. Выступал в сборной Египта.

## Карьера
Хамди в первый раз был вызван в сборную Египта в 2009 на товарищеский матч против Гвинеи 12 августа 2009 в Каире. Этот матч стал дебютным для Хамди, и в этом матче он отдал голевую передачу и помог своей команде сравнять счёт - 3:3.

## Достижения
- Победитель Кубка африканских наций: 2010